# Коржистка, Карл фон
Карел Коржистка (чеш. Karel František Edvard Rytíř Kořistka, нем. Karl von Kořistka; 7 февраля 1825, Бржезова-над-Свитавой — 9 января 1906, Прага) — чешский геодезист и географ. Член Чешской академии наук и искусства.

## Биография
Был профессором элементарной математики и практической геометрии (геодезии) в Политехнической школе в Праге: после её разделении на немецкую и чешскую школы был оставлен на математическом отделении немецкой школы; позже стал начальником бюро сельскохозяйственной статистики Богемии.
Научные труды Коржистки касаются изучения поверхности: он ввёл новые методы измерения, сам произвёл в различных пунктах Австрии свыше 10000 измерений высот, но главная заслуга его заключается во введении во всеобщее употребление карт с последовательно утолщающимися штрихами для обозначения различных высот; первый образец такой карты, отпечатанной в красках, Коржистка издал в 1855 (окрестности Брюнна, современного Брно).
Главные отдельно изданные труды Коржистки: «Studien über die Methoden und die Benutzung hypsometrischer Arbeiten» (Гота, 1858); «Die Markgrafschait Mähren und das Herzogthum Schlesien in ihren geographischen Verhältnissen» (Вена, 1860); «Hypsometrie von Mähren und Oesterreichisch-Schlesien» (Брюнн, 1864); «Die Hohe Tatra in den Zentralkarpathen» (Гота, 1864); «Die Terrainverhältnisse des Iser- u. Riesengebirges» (Гота, 1877); «Die trigonometrisch gemessenen Höhen von Böhmen» (Гота, 1884); «Der höhere polytechnische Unterricht in Deutschland, der Schweiz, in Frankreich, Belgien und England» (Гота, 1863).